# Colmenar de Oreja
Colmenar de Oreja es un municipio y localidad española del sureste de la Comunidad de Madrid. Ubicado en la llamada comarca de Las Vegas, cuenta con una población de  8888 habitantes (INE 2024). Su casco urbano está declarado Bien de Interés Cultural.

## Situación
Está situado en la meseta hidrográfica de los ríos Tajo y Tajuña, a 40°7′0″ de latitud norte y 5º 47' 30" de longitud este, del meridiano de Madrid (en la comarca de la Alcarria de Chinchón). Su altitud al nivel del Mediterráneo es de 753 metros en el batiente de la puerta norte de la iglesia de Santa María la Mayor. El punto más alto del término está en Navarredonda a 780 metros, y el más bajo en el río en su entrada en el término cuya altitud es de 515 metros. Su término delimita por el norte con los de Valdelaguna, Chinchón y Villaconejos, al sur con la provincia de Toledo y los términos de Villarrubia de Santiago, Noblejas, Ocaña y Aranjuez; al este con los términos de Belmonte de Tajo, Villarejo de Salvanés y Villarrubia de Santiago, y al oeste con Aranjuez.
Su extensión es de 12 567 hectáreas, 80 áreas y 25 centiáreas. La parte no cultivada de este término comprende montes, cerros, barrancos y prados o valles con una extensión de 3846 hectáreas.
| Noroeste: Las Cubillas             | Norte: Chinchón, Valdelaguna                                                        | Noreste: Belmonte de Tajo                             |
| Oeste: Aranjuez, Villaconejos      |                                                                                     | Este: Villarejo de Salvanés y Villarrubia de Santiago |
| Suroeste Ocaña, Ontígola, Noblejas | Sur: provincia de Toledo y los términos de Villarrubia de Santiago, Noblejas, Oreja | Sureste: Villamanrique de Tajo                        |

## Vías de acceso

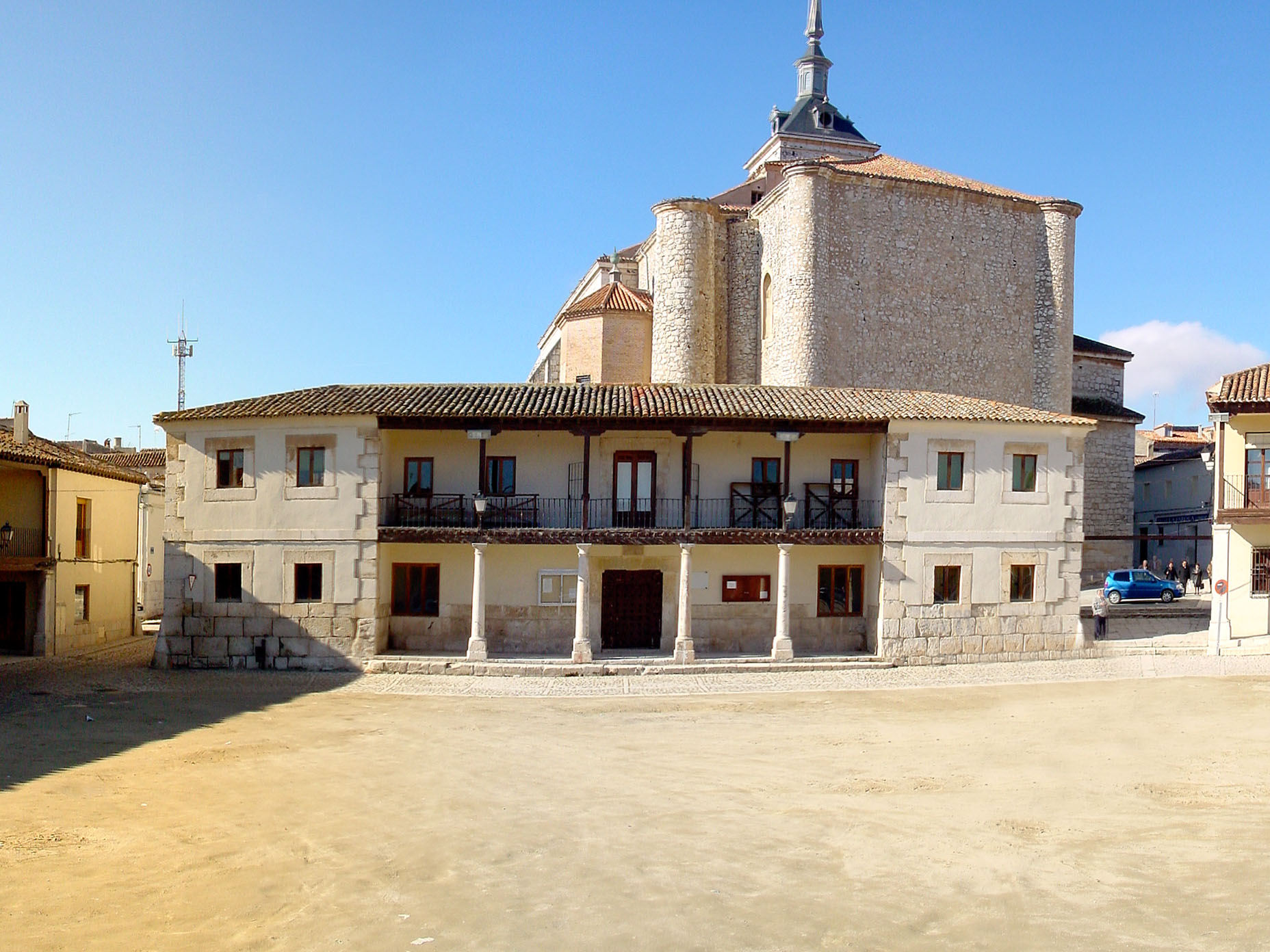
Plaza Mayor de Colmenar de Oreja; al fondo, la iglesia de Santa María la Mayor.

A unos 50 kilómetros de Madrid capital, Colmenar de Oreja actualmente sólo tiene acceso por carretera. Antiguamente tenía estación de tren.
Se accede en automóvil por la autovía de Valencia, la A-3, tomando el desvío de la M-404 a la altura del kilómetro 50 en Villarejo de Salvanés hasta Belmonte de Tajo y desde allí por la M-311 hasta Colmenar de Oreja. También es posible tomar la M-313 hasta Morata de Tajuña, y desde ahí continuar hacia Valdelaguna mediante la carretera M-315.
La M-324 une el municipio con Villaconejos, mientras que la M-318 llega hasta Aranjuez.

## Vegetación
Bosques de poca extensión de pinos, encina y quejigo. Formaciones de tomillares y espartizales. En los cauces del río encontramos chopos, sauces y olmos.

## Clima
Clima continental. La temperatura media anual es de 14 °C. Temperatura media en enero: 5 °C. Temperatura media en julio: 25 °C. La insolación media es de 2800 horas/año. La precipitación media es de 400 mm/año.

## Historia

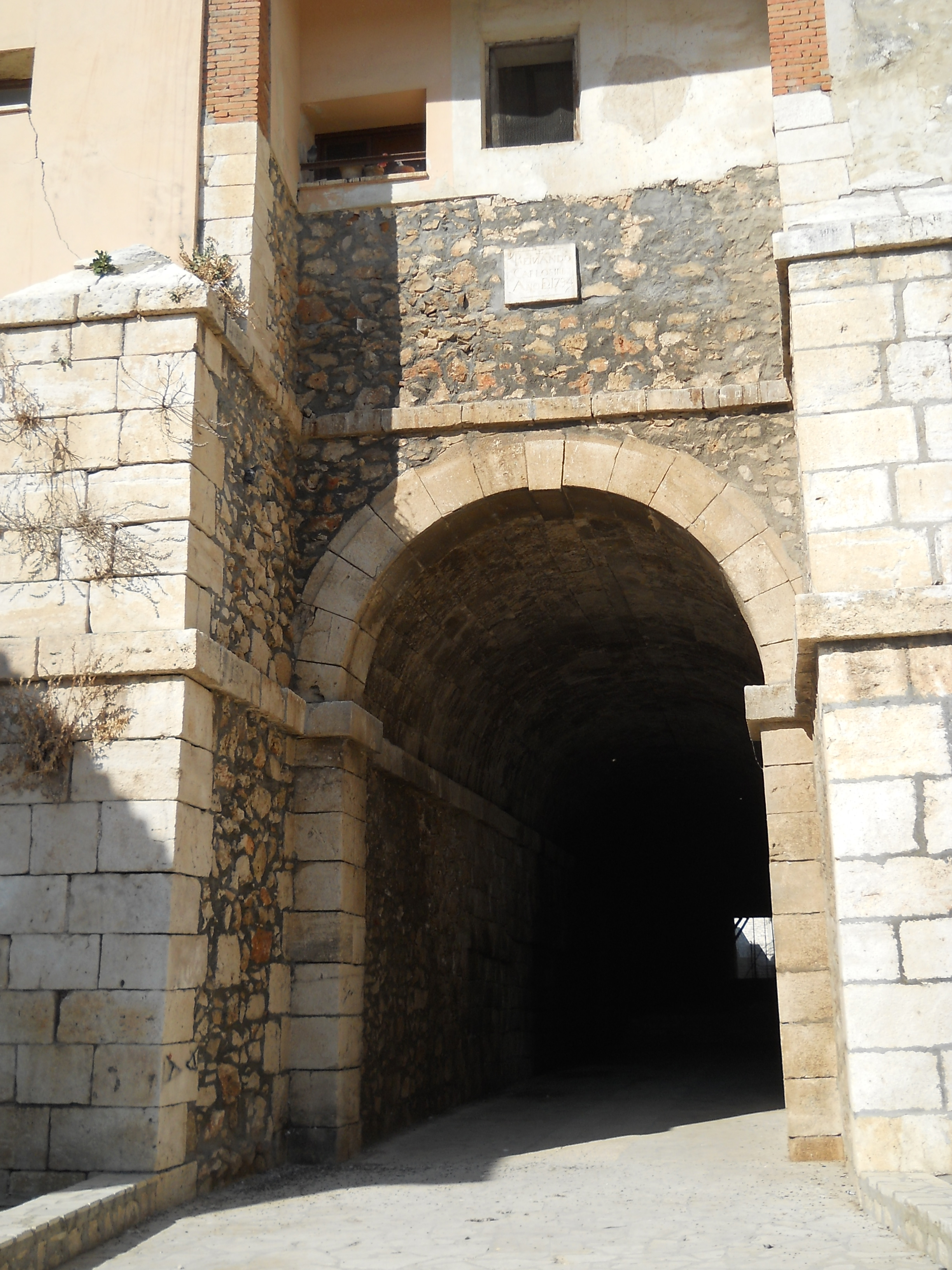
Arco de Zacatín.

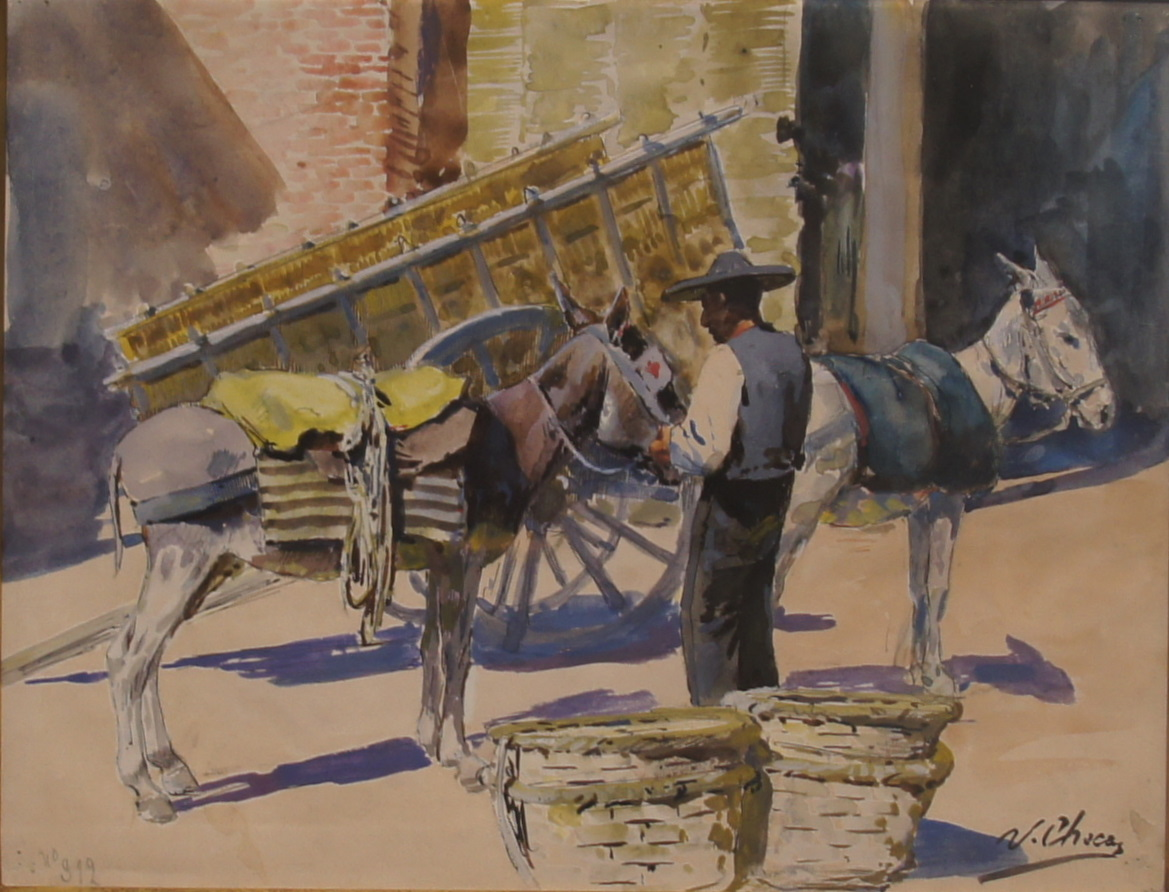
El vendimiador de Colmenar, de Ulpiano Checa.

Los primeros asentamientos humanos en Colmenar de Oreja corresponden a la segunda Edad del Hierro, y a las cuevas situadas en los escarpes del Tajo y en el yacimiento arqueológico de Los Castrejones, que estuvieron ocupadas por los carpetanos. La comarca de La Vega aparece citada por los historiadores Polibio y Tito Livio en la batalla del Tajo en el año 220 a. C., donde 100 000 carpetanos, olcades y vacceos son derrotados por el general cartaginés Aníbal Barca, quien ganó la batalla al atravesar por la noche el río Tajo por el denominado, desde entonces, Vado de Aníbal. De esta importante batalla se encuentran abundantes restos entre los que destaca una espada cartaginesa petrificada, que fue entregada al rey Felipe II.
Después de la conquista romana, Julio César reparte las tierras de la Vega entre los veteranos de sus legiones, quienes formaron los denominados vici o villas romanas rurales, siendo el más importante de todos el de Aurelia, que fue una renombrada ciudad romana, hispanorromana y visigoda, asentada junto al Vado de Aníbal y origen de la historia de Colmenar de Oreja. Ya para entonces, Colmenar existía como un pequeño asentamiento vinculado a la producción de miel y, sobre todo, de extracción de piedra caliza, como queda demostrado por la existencia de un «ara» romana hecha en piedra de Colmenar en el siglo I o II d. C. Actualmente, se encuentra en el Museo Arqueológico de Toledo. Tras la época de dominación romana y visigoda, en el siglo X los árabes construyen, entre los márgenes del río con la ciudad de Aurelia, el castillo del mismo nombre, al igual que los castillos de Alarilla (Fuentidueña de Tajo) y Alboer (Villamanrique de Tajo).
El castillo de Aurelia tenía y tuvo especial trascendencia. Tanto es así que, después de varias conquistas y reconquistas de Aurelia, la ciudad y su castillo fueron finalmente conquistados en el año 1139 por el emperador Alfonso VII en persona, hecho que tuvo como consecuencia el otorgamiento del Fuero del Castillo de Oreja el 3 de noviembre de 1139. Este sirvió de modelo a otros posteriores, como el de Toledo o Madrid. Este importante documento se encuentra en el Archivo Histórico Nacional.
En el año 1171, Alfonso VIII concedió a la Orden de Santiago la jurisdicción sobre gran parte del término fijado en el Fuero de Aurelia, «con el castillo de Oreja y aldeas» y, entre ellas, el viejo Colmenar, siendo maestre Pedro Fernández de Fuentecalada. La política de agrupamientos poblacionales de la Orden hizo prosperar enormemente a Colmenar, en detrimento de las aldeas de Castellanos, San Miguel y San Pedro, que acabaron desapareciendo.
Tras los sucesos de los Toros de Guisando, Enrique IV, fijó su Corte en Colmenar de Oreja. Tanto Enrique IV como Isabel dictaron numerosas resoluciones que aparecen firmadas y fechadas en Colmenar de Oreja, en cuya iglesia de Santa María la Mayor, el conde de Tendilla clavó el famoso manifiesto a favor de Juana la Beltraneja. Partidarios y detractores de la princesa Isabel sellaron su paz en las trascendentales Vistas de Colmenar de Oreja. En 1540, Carlos V concedió a don Diego de Cárdenas y Enríquez el título de primer señor de Colmenar de Oreja y Oreja, a cambio de las dehesas de Requena y La Puebla, entre otras.
En 1625 el Señorío se transformó en Condado, siendo el primer conde de Colmenar de Oreja y señor de Oreja Bernardino Ayala Cárdenas y Velasco, VIII conde de Fuensalida. Entre los años de 1500 y 1700, los sucesivos reyes de la casa de los Austria autorizaron o emprendieron las más importantes obras realizadas en Colmenar de Oreja: ampliación de la iglesia de Santa María la Mayor (1517), reparación de los muros (1517) y puesta en riego de la Vega (1572), fundación del Monasterio Franciscano de San Bernardino de Siena (1570) y fundación del monasterio de la Encarnación de las Agustinas Recoletas (1685).

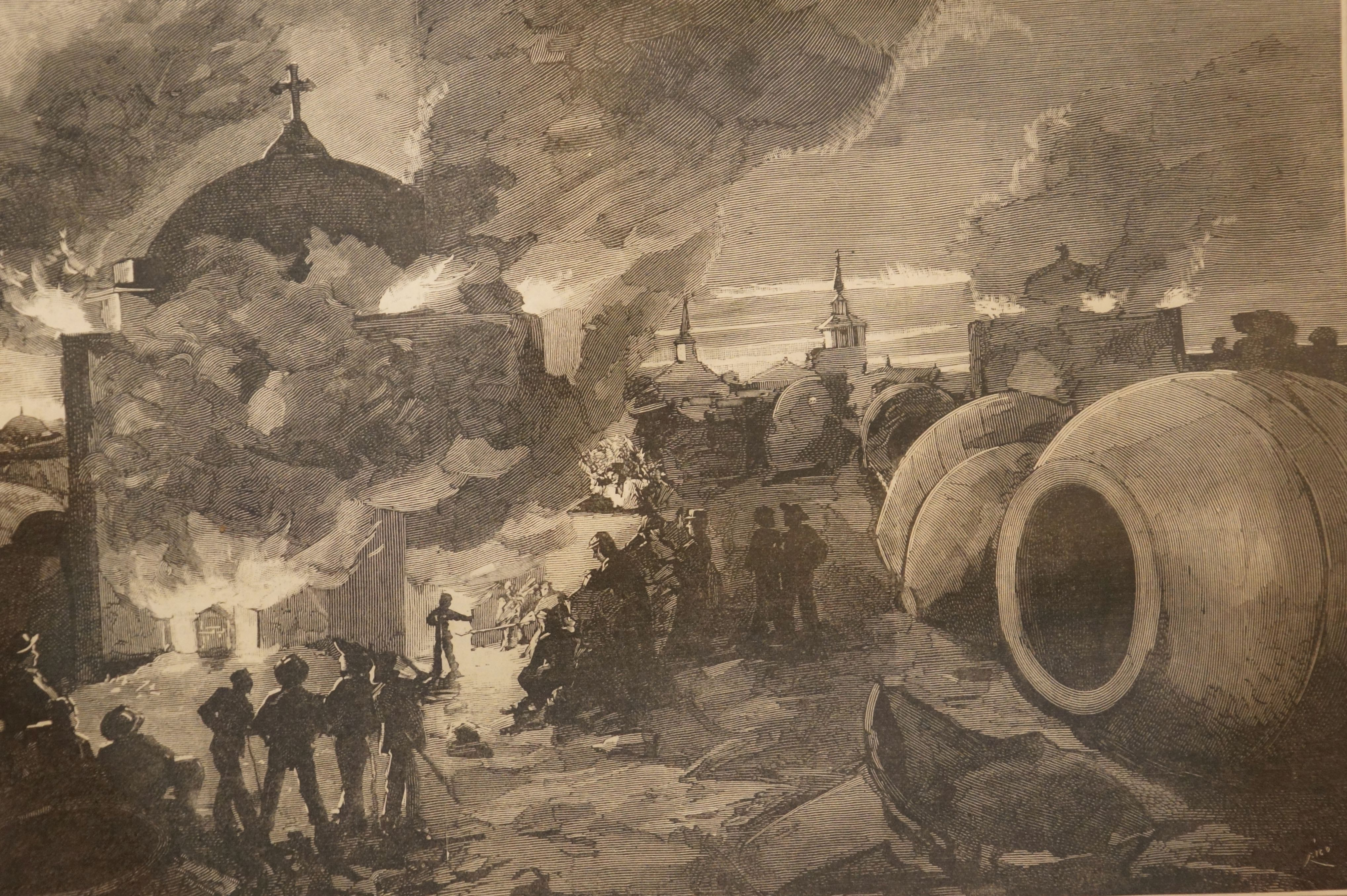
Fabricación de tinajones en C. de Oreja, de Ulpiano Checa (1882).

El auge de las industrias de extracción de piedra, fabricación de tinajas, cererías, elaboración del esparto, tejidos y la importancia de la agricultura, hicieron que Colmenar de Oreja fuera, hasta bien entrado el siglo XIX, el segundo municipio más poblado de la provincia de Madrid, solo por detrás de la capital. Y en el orden nacional, ocupaba el vigésimo tercer lugar, como villa más poblada que capitales de provincia tales como Gerona o Soria.
El 25 de enero de 1903 se produjo la llegada del ferrocarril a la población, con la construcción de un ramal del ferrocarril del Tajuña que llegaba hasta el municipio. Este trazado, de vía estrecha, contaba con una estación propia en Colmenar de Oreja y ofrecía servicios mixtos de pasajeros y mercancías. El ferrocarril se mantuvo en servicio hasta la década de 1950, siendo desmantelado con posterioridad.
En 1922, Alfonso XIII concedió el título de ciudad a Colmenar de Oreja en premio a los muchos méritos contraídos a lo largo de su historia, coincidiendo con la prosperidad de su industria y la pujanza de su agricultura. El casco urbano de la localidad fue declarado Bien de Interés Cultural el 26 de diciembre de 2013.

## Agricultura

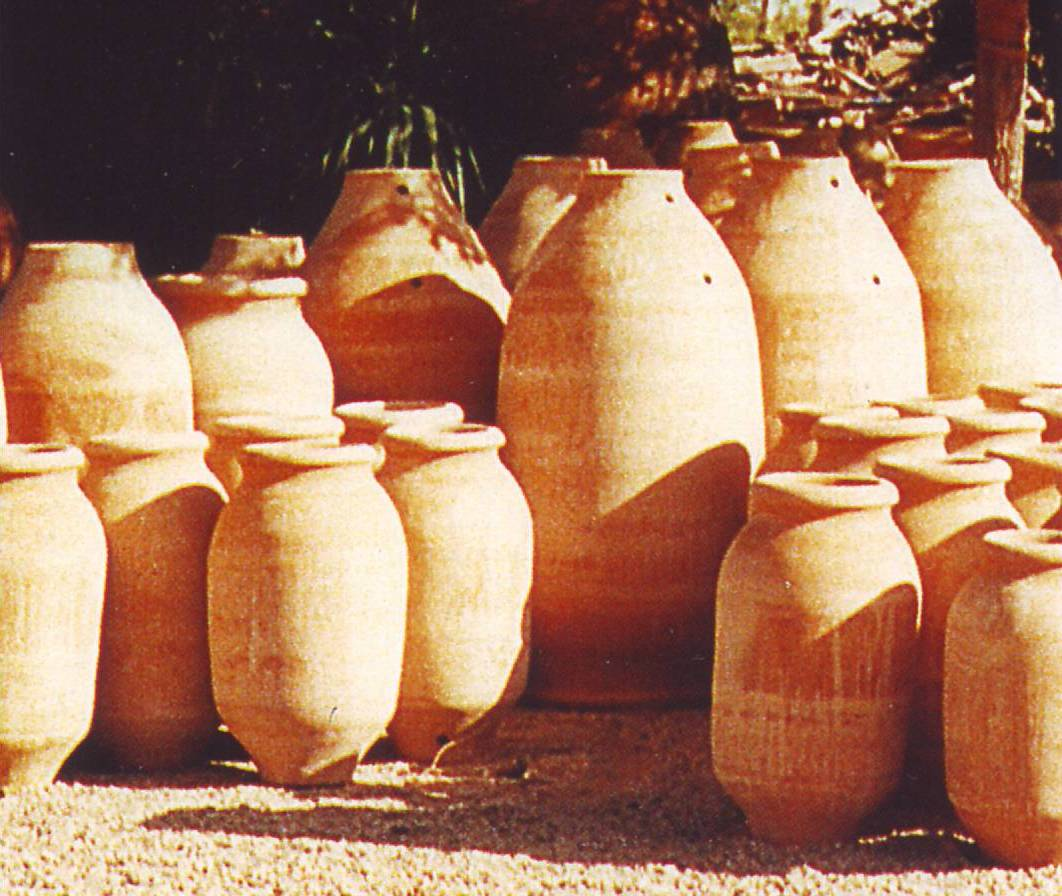
Tinajas en Colmenar de Oreja.

Se cultiva principalmente viñedos y olivos. El cultivo de olivos y la producción de aceite de oliva en Colmenar se remontan a la época de los romanos, cuando el pueblo era conocido como Apis Aureliae. En 1750 había 105 molinos de aceite. En 1891 solamente quedaban diez en producción activa, que en la actualidad se reduce a uno (Cooperativa Aceite Santo Cristo), gestionado en forma de cooperativa por los propios agricultores y productores locales de aceite. Hasta el pasado 2006 funcionaba también otro en manos privadas —Aceites Sanz Galán—, pero al final de la campaña también dejó su actividad.
Las cosechas de aceituna son en un 80% de la variedad cornicabra (fruto fino y alargado) y el resto de la variedad manzanilla (redonda y carnosa), ideal para conservas y salazones, y todas ellas provienen principalmente de Colmenar de Oreja, aunque también se trae de los términos de Belmonte, Valdelaguna y Villamanrique. De la Denominación de Origen Vinos de Madrid cuenta Colmenar con la aportación de la producción de los afamados caldos de sus nueve bodegas como una de las más importantes de Madrid en la subzona de Arganda.
La cuantía y calidad de las cosechas depende en gran parte de la climatología anual, siendo el promedio de los últimos años de unos 2 000 000 kg. La superficie de las explotaciones agrarias es de 10 737 hectáreas.

## Demografía
Cuenta con una población de 8888 habitantes (INE 2024).
| Gráfica de evolución demográfica de Colmenar de Oreja entre 1842 y 2021                                               |
| |
| Población de derecho según los censos de población del INE. Población de hecho según los censos de población del INE. |

Aunque por avatares socioeconómicos decayó, en el primer tercio del siglo XX su población era, sin contar la capital, la tercera de la provincia tras Alcalá de Henares y Aranjuez. En 2011, contaría con 8378 habitantes: 4273 varones y 4105 mujeres (INE a 1 de enero de 2011).

| Año  | Habitantes | Hombres | Mujeres |
| ---- | ---------- | ------- | ------- |
| 1857 | 4833       | —       | —       |
| 1870 | 5001       | —       | —       |
| 1877 | 5204       | —       | —       |
| 1887 | 5813       | —       | —       |
| 1897 | 5996       | —       | —       |
| 1900 | 5996       | —       | —       |
| 1910 | 6022       | —       | —       |
| 1920 | 5837       | —       | —       |
| 1930 | 5689       | —       | —       |
| 1940 | 5815       | —       | —       |
| 1950 | 5695       | —       | —       |
| 1960 | 5547       | —       | —       |
| 1970 | 5150       | —       | —       |
| 1981 | 5004       | —       | —       |
| 1986 | 5181       | 2520    | 2661    |
| 1987 | 5206       | 2530    | 2676    |
| 1988 | 5251       | 2544    | 2707    |
| 1989 | 5292       | 2553    | 2739    |
| 1990 | 5303       | 2558    | 2745    |
| 1991 | 5209       | 2532    | 2677    |
| 1992 | 5266       | 2563    | 2703    |
| 1993 | 5342       | 2603    | 2739    |
| 1994 | 5364       | 2592    | 2772    |
| 1995 | 5439       | 2636    | 2803    |
| 2000 | 5412       | 2647    | 2765    |
| 2005 | 6898       | 3476    | 3422    |
| 2010 | 8397       | 4274    | 4123    |
| 2012 | 8432       | 4309    | 4123    |
| 2014 | 8409       | 4319    | 4105    |

## Transporte público
Se puede ir con los siguientes servicios regulares de autobús:
| Línea | Recorrido                                        |
| ----- | ------------------------------------------------ |
| 337   | Madrid (Conde de Casal) - Chinchón - Valdelaguna |
| 415   | Madrid (Villaverde Bajo-Cruce) - Villaconejos    |
| 430   | Aranjuez – Villarejo de Salvanés                 |

## Arquitectura

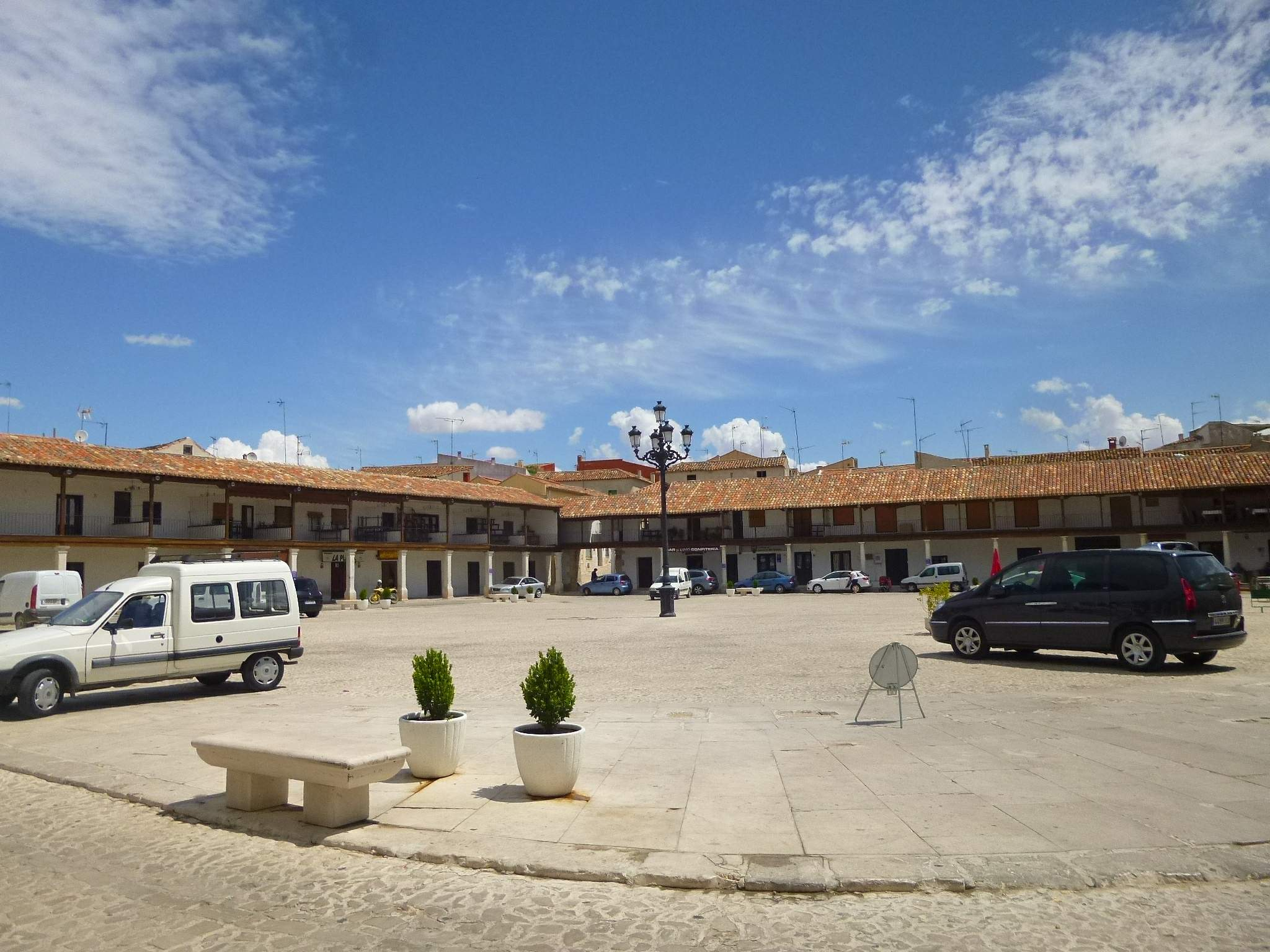
Plaza mayor.

- Plaza Mayor. De edificación iniciada en 1676, la Plaza Mayor se constituyó en uno de los magníficos ejemplos de las típicas plazas porticadas castellanas cuando se finalizó en 1794. Integrada en ella se encuentran la Casa Consistorial y del Pósito. Su paño sur da a un majestuoso conjunto arquitectónico conformado por los Jardines de Zacatín, la boca del túnel de piedra del mismo nombre (que cruza bajo la plaza de parte a parte) y los abrevaderos. Ha sido el marco de multitud de películas y series televisivas. En las Fiestas Populares tanto en mayo como en septiembre, es instalada una plaza de madera portátil con tendidos para celebrar actos taurinos.
- Teatro Municipal Diéguez. Este teatro está construido sobre el antiguo Hospital de la Caridad. En el siglo XIX se le llamó corral de comedias y luego teatro de la Caridad. En la actualidad se denomina así en memoria de Antonio Diéguez Cruz.
- Museo Ulpiano Checa. Contiene la más amplia colección de la obra de Ulpiano Checa (1860-1916), en gran parte pintura histórica de finales del siglo XIX, pintura orientalista y obra de género. El edificio, restaurado y ampliado, tiene su acceso por unos cuidados jardines, donde además del busto del pintor, se ubica un monumento a los elementos característicos de la ciudad: la piedra y la tinaja.

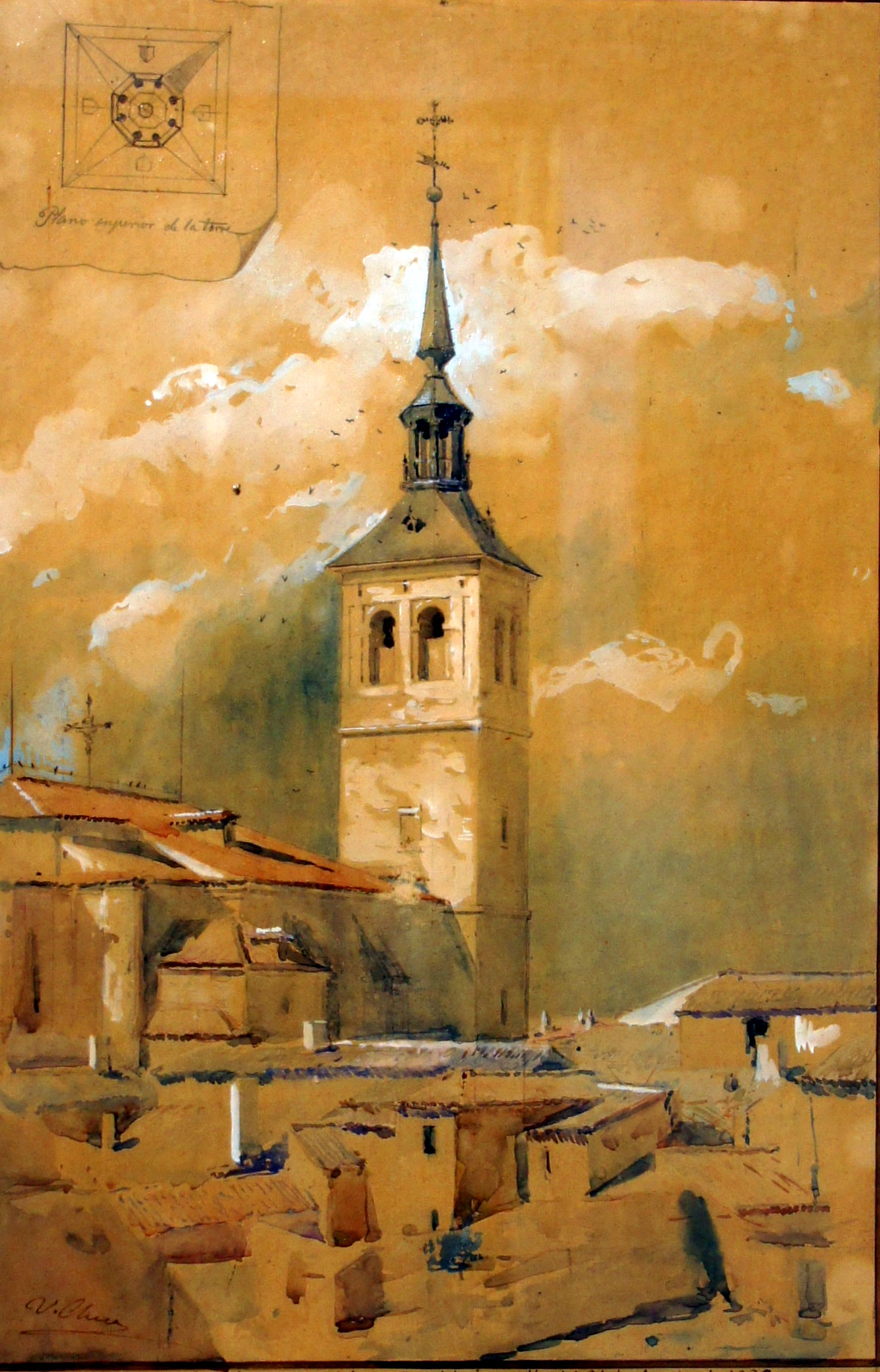
Iglesia de Santa María la Mayor pintada por Ulpiano Checa.

- Iglesia de Santa María la Mayor. Construida por la Orden de Santiago en piedra caliza extraída de las cercanas canteras de caliza de Colmenar de Oreja, en el segundo tercio del siglo XIII, fue ampliada durante la segunda mitad del siglo XVI. En 2008 se restauraron las pinturas y se cambió el suelo. Además, desde el año 2009 cuenta con un vistoso órgano construido por el organista alemán Gerhard Grenzing, donado en su totalidad por la vecina María Pérez García, quien quiso contribuir de esta forma al patrimonio de Colmenar de Oreja. Gracias a su gesto se puede disfrutar de preciosos conciertos. Se encuentra a cien metros de la Plaza Mayor, contiene murales de Ulpiano Checa.
- Ermita del Cristo. La ermita del Santísimo Cristo del Humilladero puede considerarse el tercero de los monumentos más importantes de la Ciudad, patrón de los colmenaretes. La ermita agrupa distintas construcciones en distintas épocas; una preciosa capilla del siglo XVI, de pequeñas proporciones y planta en forma de cruz latina con una diminuta cúpula sobre el crucero, a la que después añadieron un camarín por la espalda, una sacristía en el lateral izquierdo, y unas habitaciones para el capellán en el lateral derecho, antepuesta a la anterior, de estilo barroco, obra de Bartolomé Valtierra, de amplias proporciones.
- Convento de la Encarnación del Divino Verbo. Pertenece a las monjas Agustinas-Recoletas y se conoce en Colmenar de Oreja con el nombre del Convento de las Monjas. Tiene una superficie de más de 7000 metros cuadrados y está compuesta por tres cuerpos y un huerto. Construido a mediados del siglo XVII, fue fundado en 1636 por Diego de Cárdenas y Catalina Ponce de León.

## Cultura

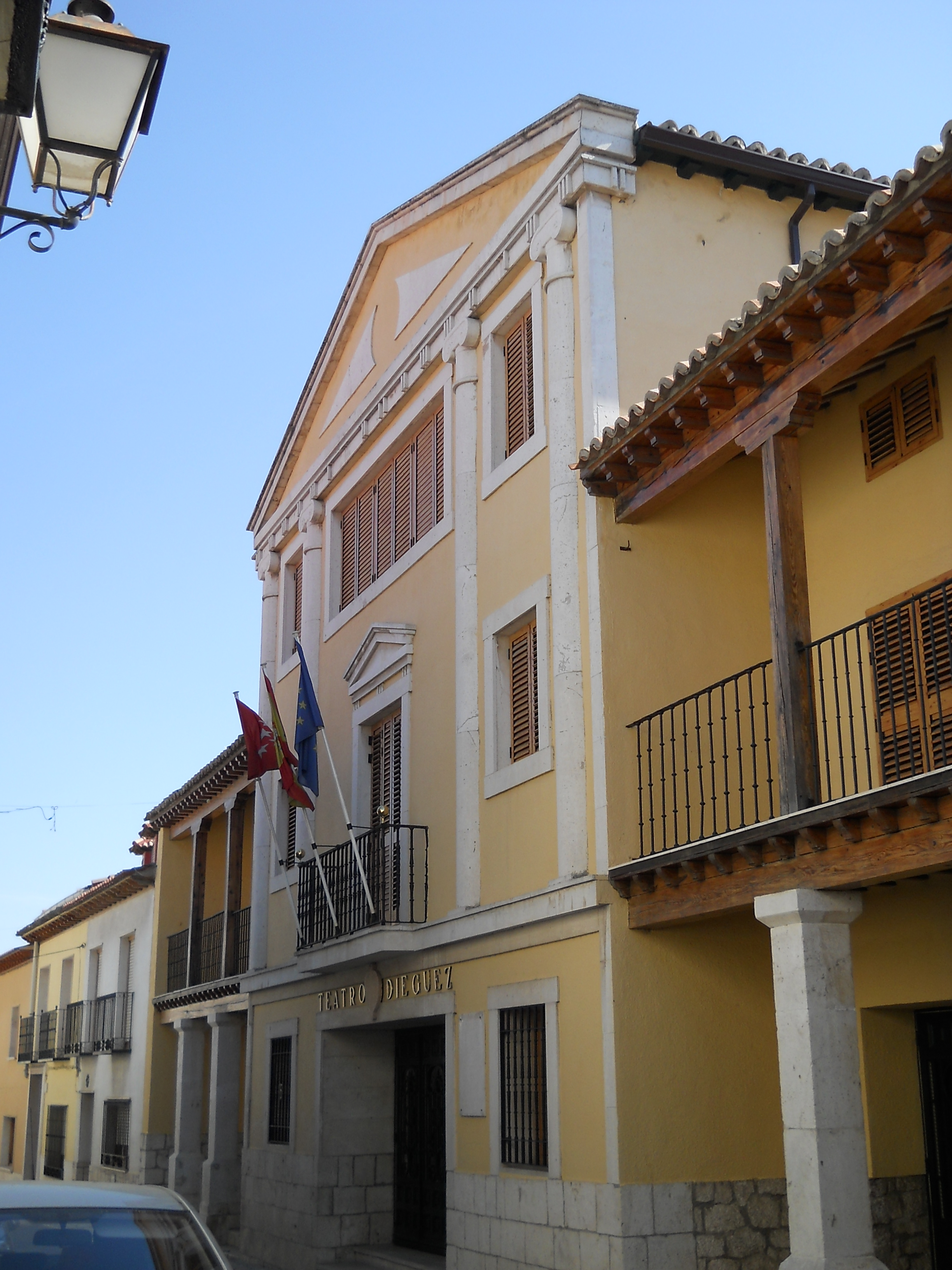
Teatro Diéguez.

### Fiestas, ferias y festivales
- 5 de enero. Belén viviente y cabalgata de Reyes.
- Febrero. Desfile de Carnaval, amenizado con charanga y posterior concurso y entrega de premios.
- Semana Santa. Procesiones y actos religiosos.
- Mayo (primer fin de semana, siempre y cuando el viernes sea de mayo, no de abril). Fiestas Patronales del Stmo. Cristo del Humilladero. En las fiestas podemos disfrutar de encierros, capeas, conciertos, pólvora, actividades infantiles, musicales.
- Mayo (mediados). Feria del Vino de Colmenar de Oreja. En la que las bodegas se dan a conocer, la feria es amenizada con bailes regionales.
- 15 de mayo. San Isidro Labrador. Concurso de cata de vinos. Concursos de arada y de guisos. Actos religiosos. Romería de San Isidro, al que la gente acude vestida con trajes regionales, de chulapa, flamenca, de corto, engalanados en carrozas, al finalizar el recorrido, se pasa a la ya tradicional comida en las «fuentes de los huertos» donde se comparten todo tipo de guisos típicos, tortillas y dulces.
- Mayo/septiembre. Certamen de Pintura «Ulpiano Checa».
- 24 de junio. San Juan Bautista. Fiesta de barrio, con actividades infantiles, verbena popular.
- 10 de julio. San Cristóbal. Procesión de camiones por las calles de Colmenar.
- 16 de agosto. San Roque. Fiesta de barrio, compartida con todo el pueblo, y especialmente dedicada a niños, con infinidad de juegos, talleres, castillos hinchables, concursos, y para los mayores verbenas, chiringuito, almoneda, y actuaciones de bailes.
- Septiembre. Fiestas Nuestra Señora Virgen de la Soledad (fiesta patronal). Incluye multitud de eventos, encierros, capeas, novilladas, conciertos, procesiones y charanga.
- Octubre. Ciclos de Otoño. Conciertos de Órgano.
- Diciembre. Mes Navideño: concurso de Villancicos Ciudad de Colmenar de Oreja. Mercado de Nazaret (los dos primeros fines de semana). En la plaza mayor se patrocinan todos los productos típicos de Colmenar de Oreja, vinos, dulces, pan, queso, embutidos, legumbres. Representación del Belén Viviente (tercer fin de semana).

### Tauromaquia

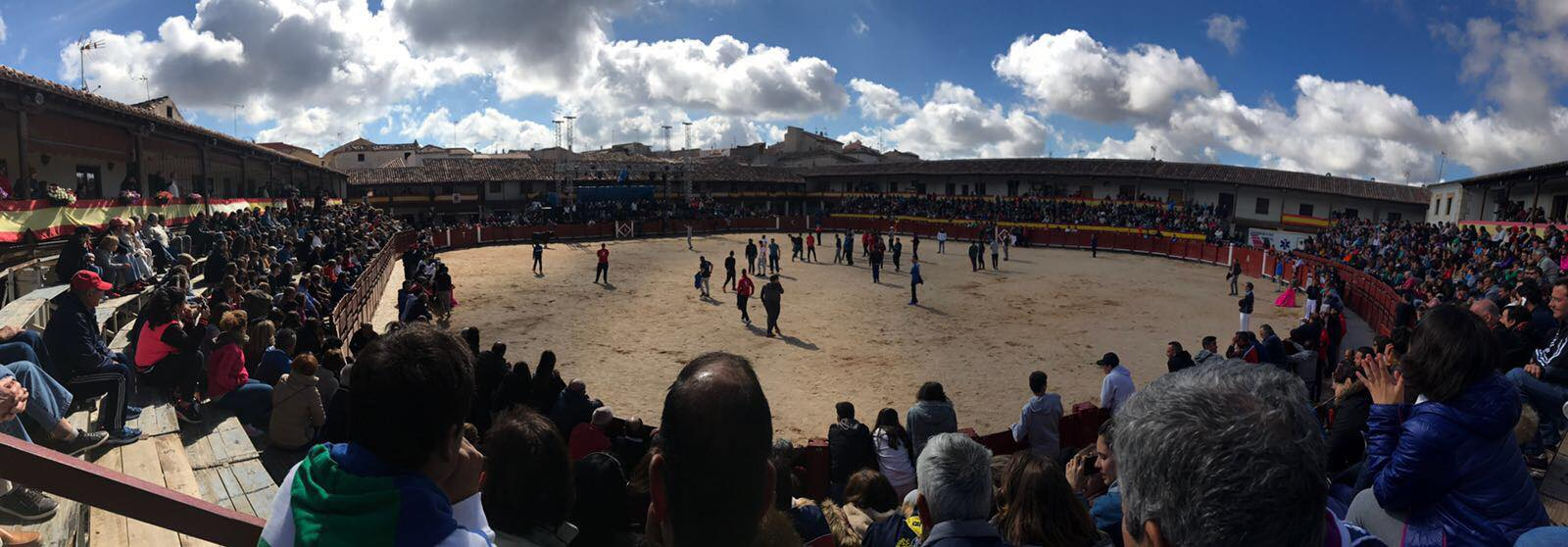
Plaza Mayor durante unos festejos taurinos (mayo de 2017).

Colmenar de Oreja ha sido un pueblo con raíces taurinas, del que han salido numerosos toreros, entre los que se encuentran Fernando Robleño, Juan Cuéllar, Raúl Palancar, Juan Miguel Benito, Jesús Ángel Olivas y Raúl Cámara Cañero. Es también el lugar de nacimiento de la torera del siglo XIX Martina García que el 25 de julio de 1814 destacó por ser de las pocas mujeres de la época que toreó con hombres, entre ellos Cúchares.

### Rutas ecológicas
En el trazado de la antigua línea del tren de Arganda —que «pita más que anda», según la leyenda popular— está la actual Vía verde del río Tajuña.

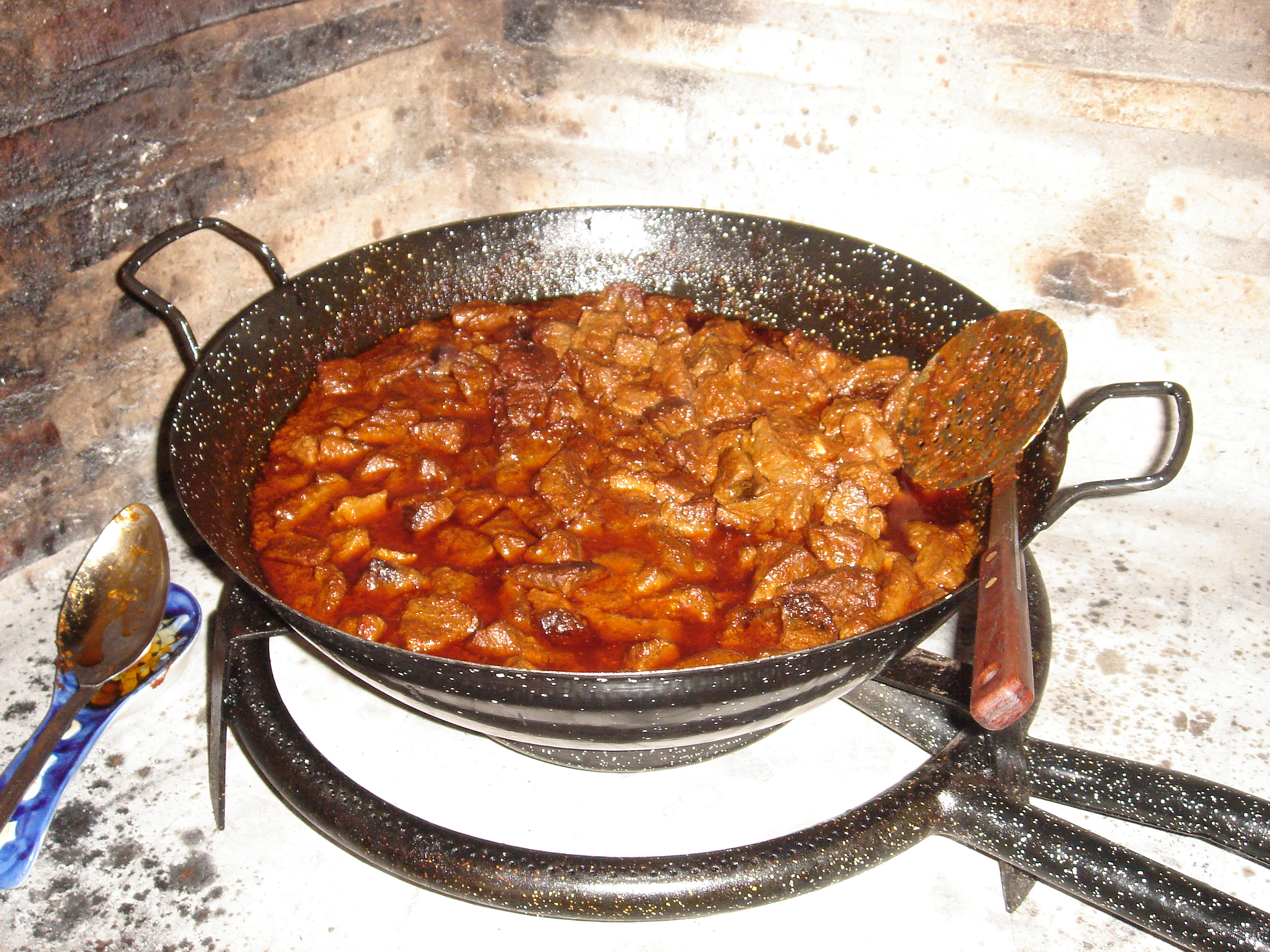
Carne al desarreglo.

### Gastronomía
- Carne al desarreglo
- Patatas chulas
- Pisto vaquero.
- Pozas
- Pelotas de fraile
- Limoncillo y limonada

## Educación
En Colmenar de Oreja hay una guardería pública y un colegio público de educación infantil y primaria, además de un instituto de educación secundaria también público.